# Sebastián Mora
Sebastián Mora Vedri (ur. 19 lutego 1988 w Villarreal) – hiszpański kolarz torowy i szosowy, wielokrotny medalista torowych mistrzostw świata.

## Kariera
Pierwszy sukces w karierze Sebastián Mora osiągnął w 2010 roku, kiedy zdobył złoty medal w scratchu podczas torowych mistrzostw Europy U-23 w Sankt Petersburgu. W 2013 roku po raz pierwszy zdobył mistrzostwo kraju w kategorii seniorów, zwyciężając w indywidualnym wyścigu na dochodzenie. Dwa lata później, na torowych mistrzostwach Europy w Grenchen, zwyciężył w scratchu i madisonie. Dwa medale przywiózł również z rozgrywanych w 2016 roku mistrzostw świata w Londynie. W parze z Albertem Torresem zajął trzecie miejsce w madisonie, a indywidualnie został mistrzem świata w scratchu. W 2012 roku wystartował na igrzyskach olimpijskich w Londynie, gdzie zajął szóste miejsce w drużynowym wyścigu na dochodzenie.